# Куртина вікових дубів (Гусятин)
Куртина вікових дубів — вікові дерева, ботанічна пам'ятка природи місцевого значення в Україні.

## Розташування
Куртина вікових дубів розташована поблизу селища Гусятина, у кварталі 58 виділах 8 і 9 Гусятинського лісництва Чортківського держлісгоспу в межах лісового урочища «Дача „Гусятин“», поблизу філії санаторію «Медобори».

## Пам'ятка
Оголошена об'єктом природно-заповідного фонду рішенням виконкому Тернопільської обласної ради від 30 серпня 1990 № 189. Перебуває у віданні Тернопільского обласного управління лісового господарства.

## Характеристика
Площа — 0,18 га. Під охороною — дев'ять 150—200-річних дубів черещатих діаметром 90—136 см, що мають господарську, наукову та естетичну цінність.